# Herman Guy Kump
Herman Guy Kump, född 31 oktober 1877 i Hampshire County i West Virginia, död 14 februari 1962 i Elkins i West Virginia, var en amerikansk politiker (demokrat). Han var West Virginias guvernör 1933–1937.
Kump efterträdde 1933 William G. Conley som guvernör och efterträddes 1937 av Homer A. Holt.